# Gabe Vincent
Gabriel Nnamdi Vincent, detto Gabe (Modesto, 14 giugno 1996), è un cestista nigeriano con cittadinanza statunitense, di ruolo 
guardia, professionista in 
NBA con i Los Angeles Lakers.

## Carriera
Con la Nigeria ha disputato i Campionati mondiali del 2019 e i Giochi olimpici di Tokyo 2020.

## Statistiche

### NCAA
| Anno      | Squadra      | PG  | PT  | MP   | TC%  | 3P%  | TL%  | RP  | AP  | PRP | SP  | PP   |
| --------- | ------------ | --- | --- | ---- | ---- | ---- | ---- | --- | --- | --- | --- | ---- |
| 2014-2015 | UCSB Gauchos | 28  | 21  | 26,2 | 42,4 | 41,6 | 66,0 | 2,1 | 2,1 | 0,9 | 0,1 | 10,1 |
| 2015-2016 | UCSB Gauchos | 33  | 32  | 32,0 | 40,6 | 38,5 | 80,8 | 3,2 | 2,2 | 1,2 | 0,2 | 14,1 |
| 2016-2017 | UCSB Gauchos | 20  | 20  | 32,0 | 35,5 | 32,9 | 76,2 | 3,7 | 2,4 | 0,8 | 0,1 | 14,8 |
| 2017-2018 | UCSB Gauchos | 32  | 31  | 29,1 | 45,0 | 37,7 | 80,5 | 1,9 | 3,3 | 1,1 | 0,2 | 12,4 |
| Carriera  | Carriera     | 113 | 104 | 29,7 | 40,9 | 37,6 | 76,9 | 2,7 | 2,5 | 1,0 | 0,2 | 12,8 |

#### Massimi in carriera
- Massimo di punti: 28 vs California State, Long Beach (1º marzo 2018)[1]
- Massimo di rimbalzi: 9 vs California State-Bakersfield (27 dicembre 2016)
- Massimo di assist: 8 (2 volte)
- Massimo di palle rubate: 5 vs California State-Fullerton (25 gennaio 2018)
- Massimo di stoppate: 2 vs San Diego Christian (19 dicembre 2014)
- Massimo di minuti giocati: 41 vs California State-Bakersfield (27 dicembre 2016)

### NBA

#### Regular Season
| Anno      | Squadra     | PG  | PT | MP   | TC%  | 3P%  | TL%  | RP  | AP  | PRP | SP  | PP  |
| --------- | ----------- | --- | -- | ---- | ---- | ---- | ---- | --- | --- | --- | --- | --- |
| 2019-2020 | Miami Heat  | 9   | 0  | 9,2  | 21,6 | 22,2 | -    | 0,6 | 0,7 | 0,6 | 0,0 | 2,4 |
| 2020-2021 | Miami Heat  | 50  | 7  | 13,1 | 37,8 | 30,9 | 87,0 | 1,1 | 1,3 | 0,4 | 0,0 | 4,8 |
| 2021-2022 | Miami Heat  | 68  | 27 | 23,4 | 41,7 | 36,8 | 81,5 | 1,9 | 3,1 | 0,9 | 0,2 | 8,7 |
| 2022-2023 | Miami Heat  | 68  | 34 | 25,9 | 40,2 | 33,4 | 87,2 | 2,1 | 2,5 | 0,9 | 0,1 | 9,4 |
| 2023-2024 | L.A. Lakers | 11  | 0  | 19,8 | 30,6 | 10,7 | 50,0 | 0,8 | 1,9 | 0,8 | 0,0 | 3,1 |
| 2024-2025 | L.A. Lakers | 72  | 11 | 21,2 | 40,0 | 35,3 | 71,4 | 1,3 | 1,4 | 0,7 | 0,2 | 6,4 |
| Carriera  | Carriera    | 278 | 79 | 21,0 | 39,6 | 33,7 | 83,1 | 1,6 | 2,0 | 0,8 | 0,1 | 7,2 |

#### Play-off
| Anno     | Squadra     | PG | PT | MP   | TC%  | 3P%  | TL%  | RP  | AP  | PRP | SP  | PP   |
| -------- | ----------- | -- | -- | ---- | ---- | ---- | ---- | --- | --- | --- | --- | ---- |
| 2020     | Miami Heat  | 1  | 0  | 0,3  | -    | -    | -    | 0,0 | 0,0 | 0,0 | 0,0 | 0,0  |
| 2021     | Miami Heat  | 3  | 0  | 4,7  | 66,7 | 50,0 | -    | 0,3 | 0,7 | 0,0 | 0,0 | 1,7  |
| 2022     | Miami Heat  | 18 | 8  | 23,5 | 38,2 | 30,9 | 95,0 | 1,9 | 3,2 | 0,8 | 0,3 | 8,0  |
| 2023     | Miami Heat  | 22 | 22 | 30,5 | 40,2 | 37,8 | 88,2 | 1,4 | 3,5 | 0,9 | 0,2 | 12,7 |
| 2024     | L.A. Lakers | 5  | 0  | 13,8 | 25,0 | 14,3 | -    | 1,6 | 0,6 | 0,4 | 0,0 | 1,4  |
| 2025     | L.A. Lakers | 5  | 0  | 19,8 | 35,7 | 30,8 | -    | 1,0 | 1,0 | 0,2 | 0,4 | 2,8  |
| Carriera | Carriera    | 54 | 30 | 23,6 | 39,2 | 34,5 | 90,7 | 1,5 | 2,7 | 0,7 | 0,2 | 8,3  |

#### Massimi in carriera
- Massimo di punti: 29 vs Boston Celtics (21 maggio 2023)[2]
- Massimo di rimbalzi: 8 vs Golden State Warriors (1º novembre 2022)
- Massimo di assist: 10 vs Detroit Pistons (16 maggio 2021)
- Massimo di palle rubate: 5 vs Milwaukee Bucks (14 gennaio 2023)
- Massimo di stoppate: 3 vs Boston Celtics (17 maggio 2022)
- Massimo di minuti giocati: 45 vs Toronto Raptors (29 gennaio 2022)

### G League
| Anno      | Squadra           | PG | PT | MP   | TC%  | 3P%  | TL%  | RP  | AP  | PRP | SP  | PP   |
| --------- | ----------------- | -- | -- | ---- | ---- | ---- | ---- | --- | --- | --- | --- | ---- |
| 2018-2019 | Stockton Kings    | 25 | 3  | 17,8 | 38,2 | 29,1 | 71,0 | 2,2 | 2,4 | 0,8 | 0,4 | 8,4  |
| 2019-2020 | Stockton Kings    | 20 | 3  | 31,8 | 46,9 | 42,1 | 89,7 | 3,8 | 2,5 | 1,3 | 0,3 | 23,4 |
| 2019-2020 | S. Falls Skyforce | 11 | 0  | 24,7 | 39,2 | 37,3 | 100  | 1,8 | 2,0 | 0,9 | 0,2 | 16,4 |
| Carriera  | Carriera          | 56 | 6  | 24,2 | 42,7 | 37,7 | 84,1 | 2,7 | 2,4 | 1,0 | 0,3 | 15,3 |

## Palmarès

### Club
- NBA In-Season Tournament: 1

Los Angeles Lakers: 2023

### Individuale
- NBA Development League Most Improved Player Award (2020)